# ثقافة أمريكية جنوبية

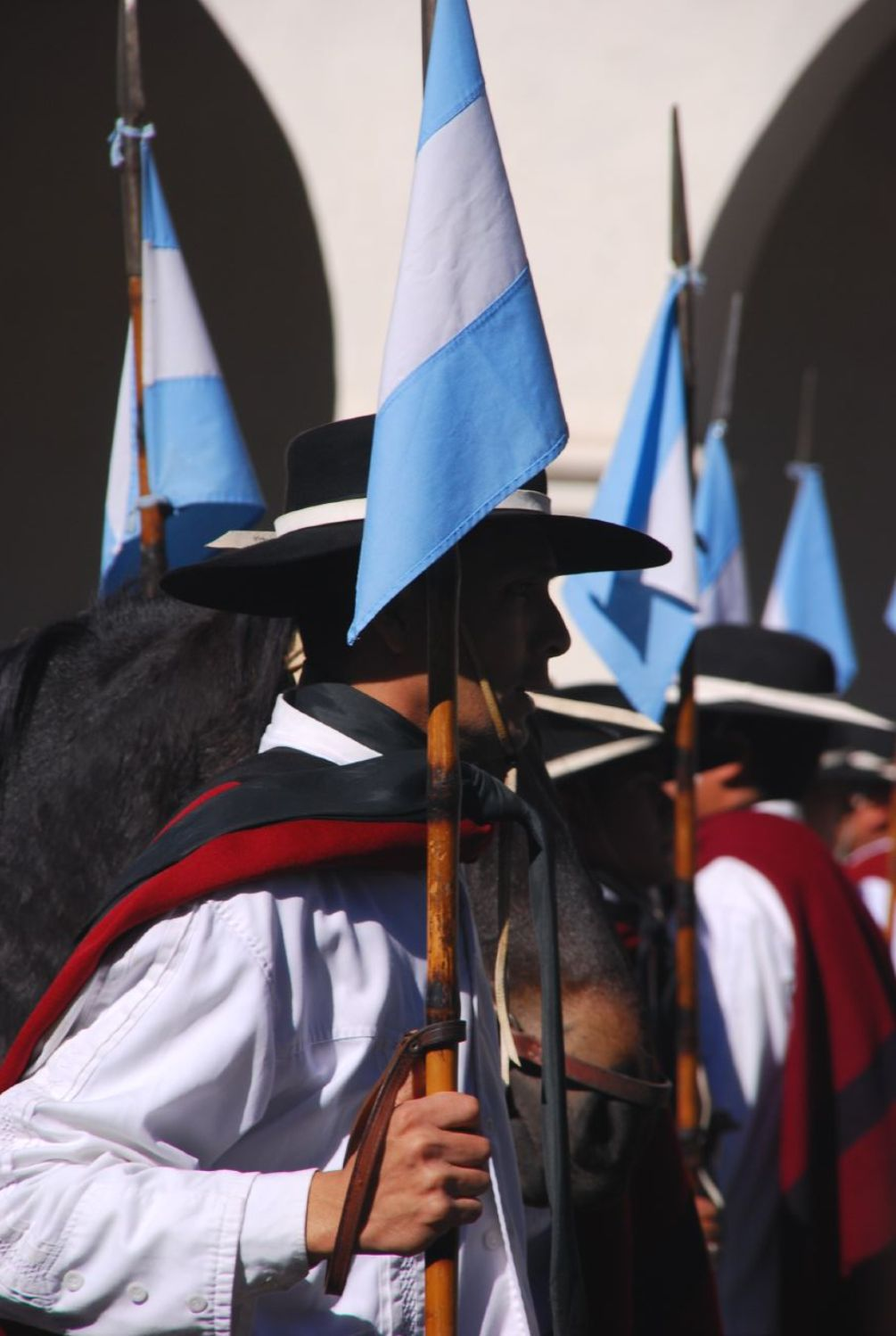
غاوتشو من الأرجنتين.

ثقافات أمريكا الجنوبية هي مجموعة من التقاليد الثقافية المتنوعة. وتشمل هذه الثقافة الثقافات المحلية للشعوب التي سكنت القارات قبل وصول الأوروبيين؛ الثقافة الأوروبية، جلبت أساسًا من قبل الإسبان، والبرتغاليين والفرنسيين؛ الثقافات الأفريقية، الذي تستمد من تاريخ طويل من العبودية في العالم الجديد. تنتشر الثقافة الأمريكية الجنوبية على المستوى العالمي ولا سيما عن طريق الثقافة الجماهيرية مثل السينما والتلفزيون.

## الأسس الثقافية

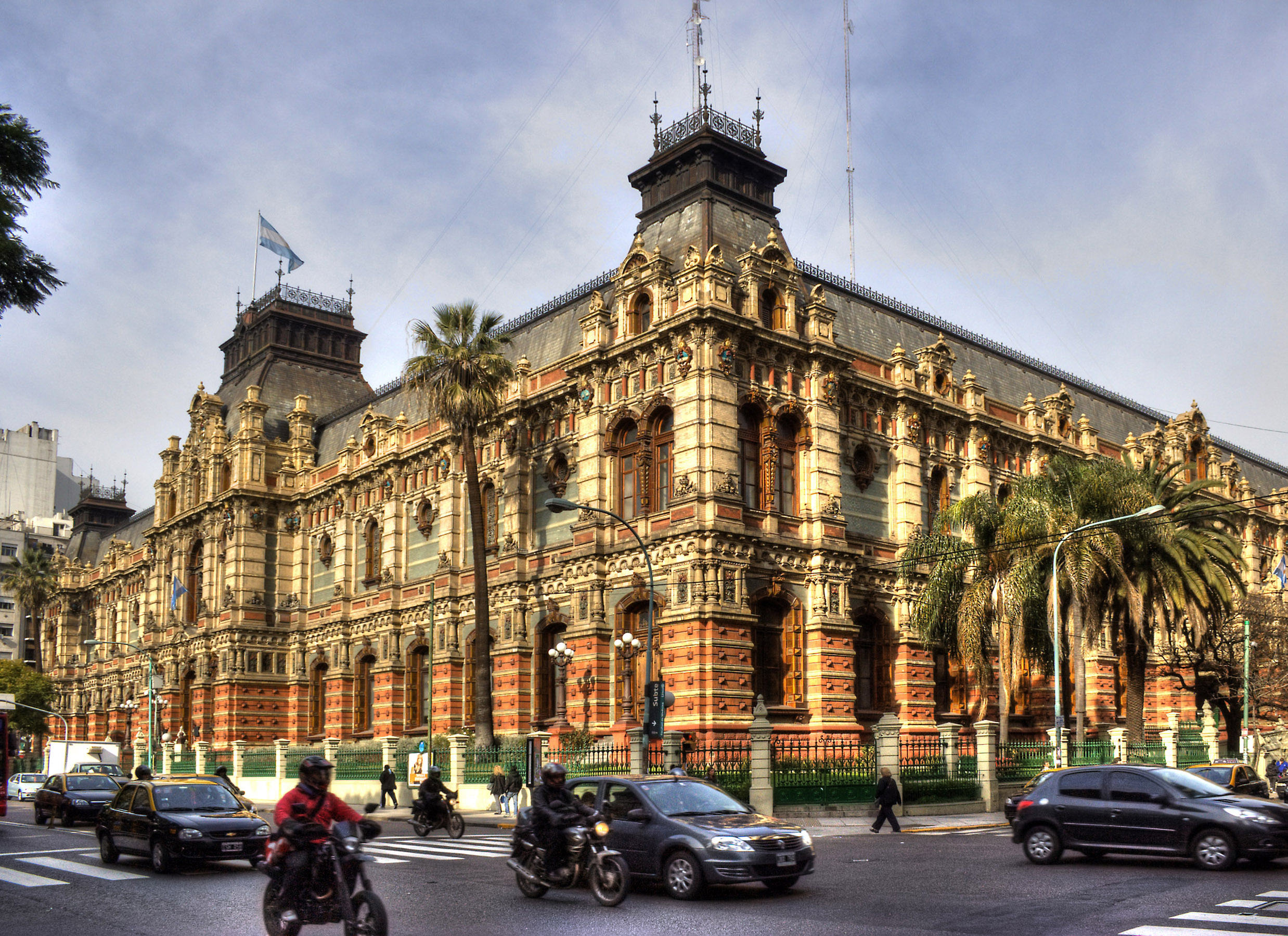
بوينس آيرس

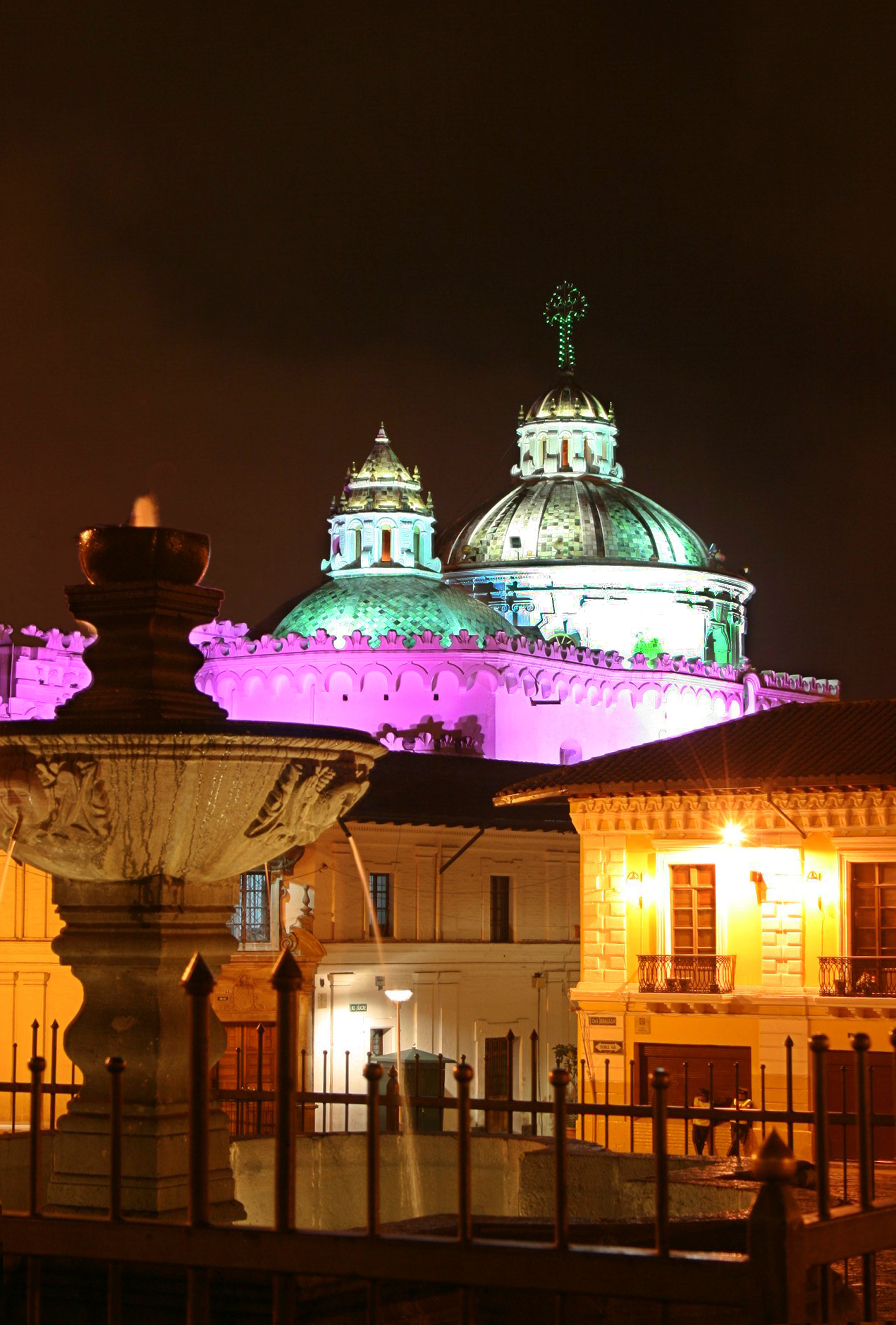
كيتو

تعتبر ثقافة أمريكا الجنوبية مزيج من عدة تعبيرات ثقافية من مختلف أنحاء العالم. ونتج عن ذلك مؤثرات متنوعة كثيرة :
- ثقافات الشعوب الأصلية التي عاشت في القارة قبل وصول الأوروبيين. وقد طورت الحضارات القديمة المتقدمة جدا نظمها السياسية والاجتماعية والدينية. ومن الامثلة على ذلك المايا، الآزتيك والإنكا.
- الحضارة الغربية، ولا سيما الثقافة الأوروبية، وبصورة رئيسية من قبل القوى الاستعمارية - الإسبانية، البرتغالية والفرنسية - بين القرنين السادس عشر والتاسع عشر. وأكثر النفوذ الاستعمارية الأوروبية ثباتا واستقرارا هي اللغة والكاثوليكية الرومانية. في الآونة الأخيرة، جائت تأثيرات ثقافية اضافية من الولايات المتحدة وأوروبا خلال القرنين التاسع عشر والعشرين، وذلك بسبب التأثير المتزايد سابقا على الساحة العالمية والهجرة بعد ذلك. ونفوذ الولايات المتحدة قوي بشكل خاص في شمال أمريكا اللاتينية، وخاصةً في بورتوريكو، والتي تعتبر أراضي للولايات المتحدة. بالإضافة إلى ذلك، سيطرت الولايات المتحدة على منطقة قناة بنما في بنما في الفترة من 1903 (افتتحت قناة بنما لحركة الشحن عبر المحيطات في عام 1914) وحتى 1999، عندما معاهدات توريخوس كارتر استعادة السيطرة البنمية في منطقة القناة. وشهدت منطقة جنوب أمريكا موجات من هجرة الأوروبيين، خصوصاً الإيطاليين والإسبان والبرتغاليين والألمان. مع نهاية الاستعمار، أستطاعت الثقافة الفرنسية على التأثير المباشر في أميركا اللاتينية، لا سيما في مجالات الثقافة الراقية والعلوم والطب.[1] ويمكن ملاحظة ذلك في مظاهر تقاليد المنطقة الفنية، بما في ذلك الرسم والأدب والموسيقى، وفي مجالات العلوم والسياسة.
- الثقافة الأفريقية وجودها مستمد من التاريخ الطويل من عبودية العالم الجديد. وقد أثرت الشعوب ذات الأصل الأفريقي في الأعراق الجنسية في أمريكا اللاتينية ومنطقة البحر الكاريبي. ويظهر هذا على سبيل المثال في الرقص، والدين، ولا سيما في بلدان مثل بليز، والبرازيل، وهندوراس، وبورتوريكو، وفنزويلا، وكولومبيا، وبنما، وهايتي، وكوستاريكا، وجمهورية الدومينيكان وكوبا.

قسم أستاذ العلوم السياسية صامويل هنتنجتون حضارات العالم الحالية إلى تسعة مناطق نفوذ ثقافي، وكان من ضمنهاالحضارة الأمريكية اللاتينية تتشابه هذه الحضارة مع الحضارة الغربية كونها منطقة تستخدم فيها في المقام الأول، اللغات الرومانسية (أي، التي اشتقت من اللغة اللاتينية)- خصوصًا الأسبانية والبرتغالية، والفرنسية بنسب مختلفة وكون الرومانية الكاثوليكية هي الديانة المهيمنة فتسمى أيضًا بأمريكا اللاتينية. لكن لكونها منطقة فيها العديد من الأنساب والجماعات العرقية يجعلها ذلك منطقة فيها تنوعًا عرقيًا وثقافيًا مما يعطيها خصوصيّة ثقافية منفردة. وقد تعتبر المنطقة إما جزء من العالم الغربي أو حضارة متميزة بما فيه الكفاية أو مرتبطة بالغرب كونها تنحدر منها. ويعتبر عدد من علماء الاجتماع أمريكا اللاتينية إما جزء من الغرب أو حضارة متميزة بما فيه الكفاية أو مرتبطة بالغرب وتنحدر منها.

## الفن

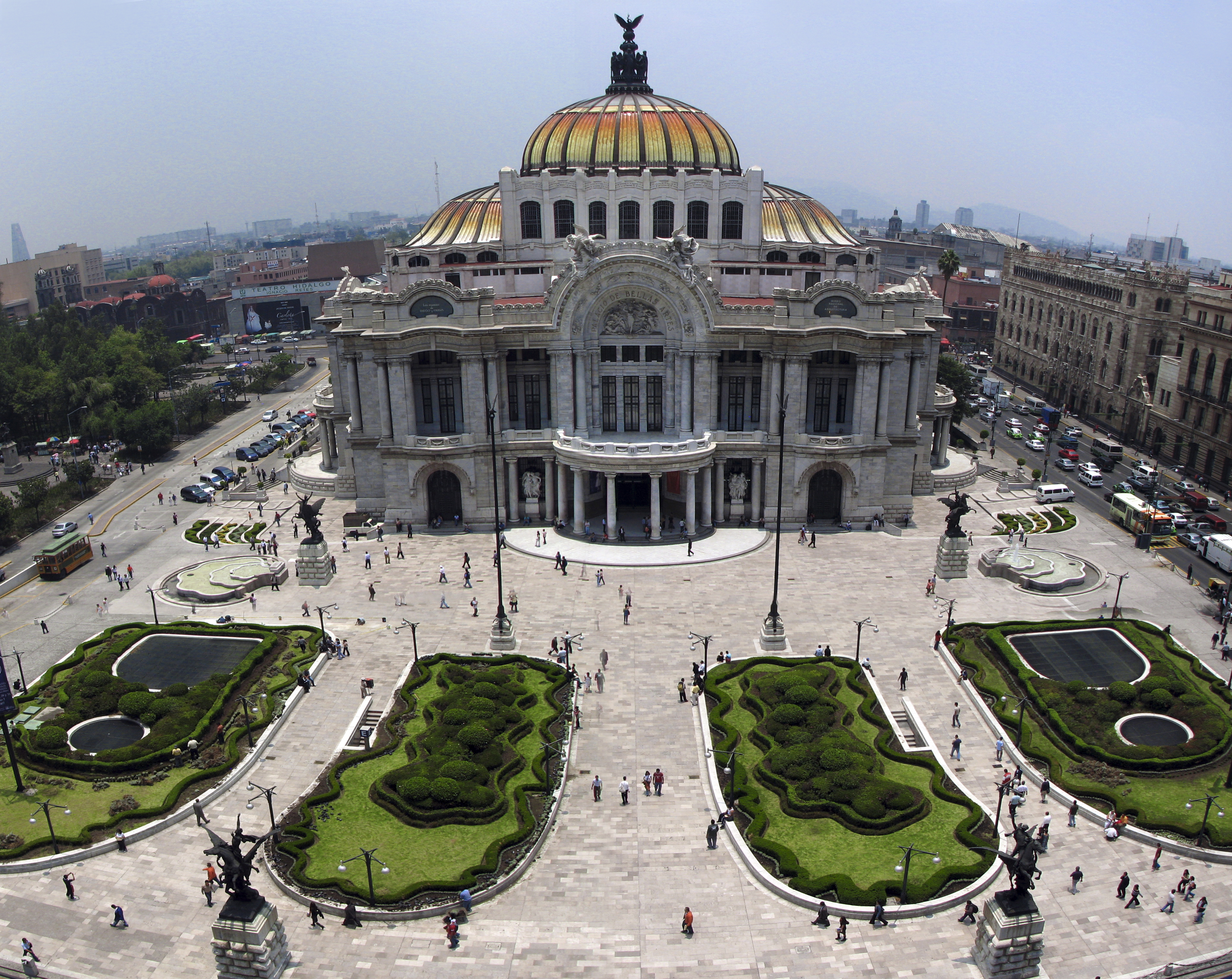
قصر الفنون الجميلة في مدينة مكسيكو، الذي بني في أوائل القرن 20.

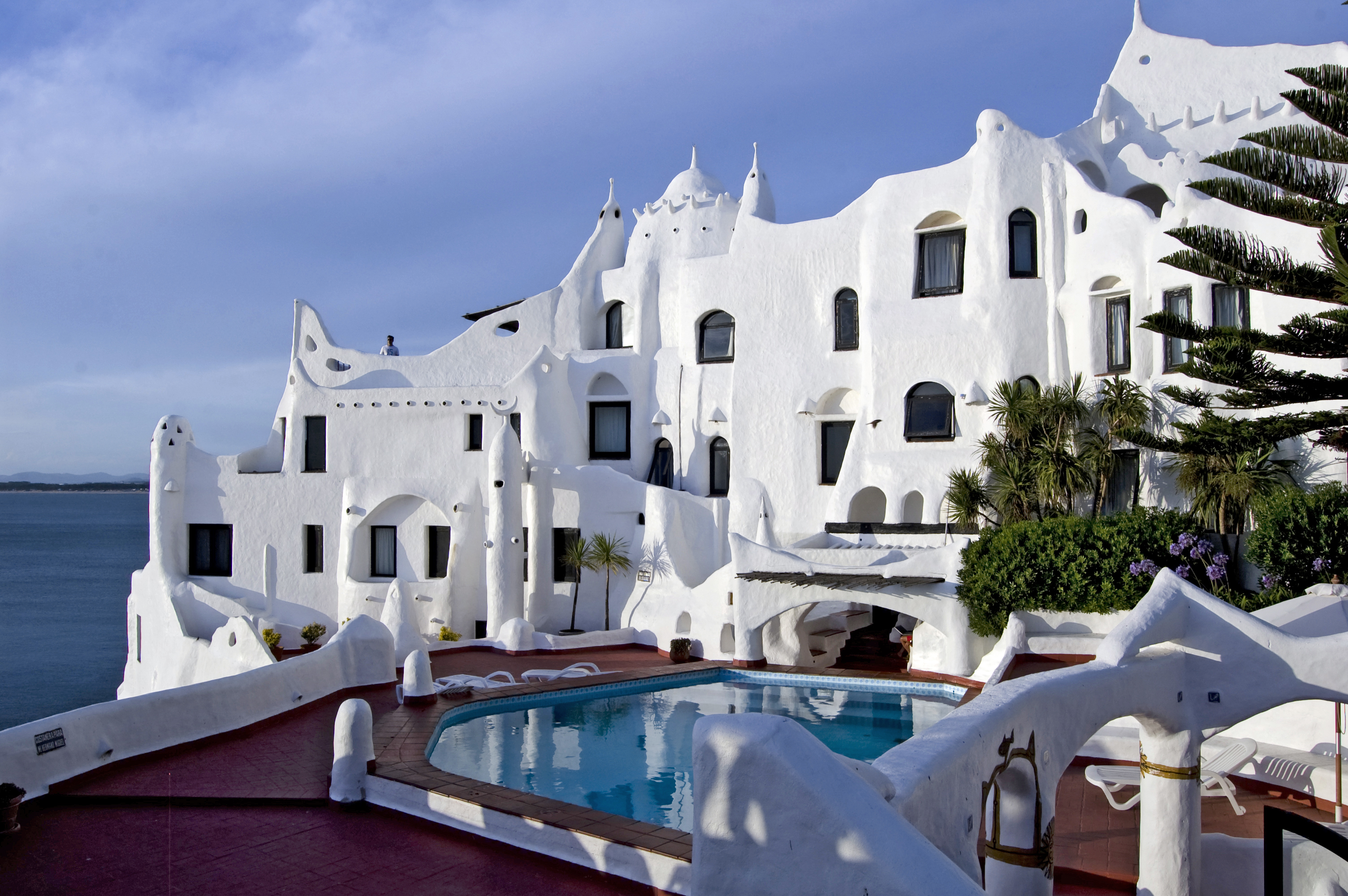
كاسابوبلو، قلعة النحت لكارلوس بايز فيلارو بالقرب من بونتا دل استي، أوروغواي.

علاوة على التقليد العريق لفن السكان الأصليين، فإن تطور الفن المرئي لأميركا اللاتينية يعود بالفضل للتأثير الإسباني، البرتغالي والفرنسي في الرسم الباروكي، والذي بدوره غالبا ما يتبع اتجاهات الاساتذة الإيطالية. وعموما، بدأت هذه النظرة الأوروبية الفنية تتلاشى في أوائل القرن العشرين، كما بدأ الاميركان اللاتينيون بالاعتراف بتفرد حالتهم وبدأوا بإتباع مساراتهم.
من أوائل القرن العشرين، استلهمت أمريكا اللاتينية الفنون بشكل كبير من الحركة البنائية. تأسست الحركة البنائية في روسيا تقريبا عام 1913 من قبل فلاديمير تاتلين. انتشر هذه الحركة بشكل سريع من روسيا إلى أوروبا ومن ثم إلى أميركا اللاتينية. يعود الفضل لكل من خواكين توريس غارسيا [الإنجليزية] ومانويل رندون [الإنجليزية] لنقل الحركة البنائية إلى أمريكا اللاتينية من أوروبا.
وقد ولدت حركة فنية هامة في أمريكا اللاتينية الا وهي الفن الجداري ممثلة بواسطة كل من دييغو ريفيرا، دافيد الفارو سكويروس، خوسيه كليمنتي أوروزكو وروفينو تامايو من المكسيك وسانتياغو مارتينيز ديلجادو وبيدرو نيل غوميز [الإنجليزية] من كولومبيا. وبعض الأعمال للفن الجداري الأكثر إثارة للإعجاب في المكسيك، كولومبيا، نيويورك ستي، سان فرانسيسكو، لوس انجلوس وفيلادلفيا.
تعتبر الرسامة فريدا كاهلو، واحدة من أكثر الفنانين المكسيكيين شهرة، فقد كانت رسوماتها حول حياتها الخاصة والثقافة المكسيكية في أسلوب يجمع بين الواقعية والرمزية والسريالية. تعتبر أعمال كاهلو الأعلى سعرا في مبيعات اللوحات في جميع أنحاء أمريكا اللاتينية.
وكذلك النحات والرسام الكولومبي فرناندو بوتيرو معروف على نطاق واسع من جانب أعماله التي لوحظ فيها المبالغة في ضخامة الشخصيات البشرية والحيوانية.

## الأدب

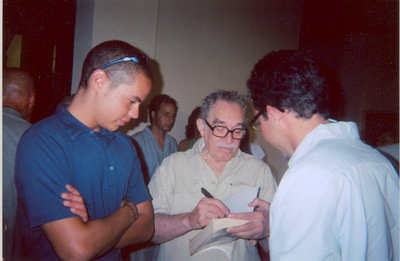
غابرييل غارثيا ماركيث واحد من الممثلين الرئيسيين للألبوم الأمريكي اللاتيني.

يتكون أدب أمريكا الجنوبية الكتابات الأدبية الشعرية والنثرية المكتوبة باللغة الإسبانية في الجزء الغربي من الكرة الأرضية، التي خضعت للفتح الإسباني بعد اكتشاف القارة الأمريكية عام 1492، ومن أدب بورتوريكو وأدب البرازيل الناطقة بالبرتغالية. واستقرت هذه البلدان في الوقت الحالي في تسع عشرة دولة ناطقة بالإسبانية وهي الأوروغواي، تشيلي، باراغواي، الأرجنتين، بوليفيا، الإكوادور، كولومبيا، فنزويلا، بنما، بيرو، كوستاريكا، نيكاراجوا، هندوراس، السلفادور، جواتيمالا، المكسيك، كوبا، الدومينيكان وبورتوريكو.
ينقسم أدب أمريكا اللاتينية إِلى ثلاث مراحل محورية وهم منذ وصول الإِسبان في أواخر القرن الخامس عشر حتى القرن التاسع عشر، استقلال بلدان القارة عن السيطرة الاستعمارية الإسبانية حتى أوائل القرن العشرين، ازدهار الأدب الأمريكي اللاتيني وانتشاره عالميًا في العصر الحديث.
اشاد عدد كبير من النقاد بأدب أمريكا الجنوبية، الذي ازدهر خصوصا في الستينات والسبعينات، بصعود مؤلفين مثل ماريو فارغاس يوسا وغابرييل غارسيا ماركيز في الرواية، وبابلو نيرودا وخورخي لويس بورخيس في أنواع أدبية أخرى. كما يعتبر البرازيلي ماشادو دي اسيس، وهو كاتب واقعي من القرن 19، أعظم كاتب برازيلي على مر العصور، من بين المعجبين به خوسيه ساراماغو، كارلوس فوينتيس، سوزان سونتا وهارولد بلوم.

## الديانة

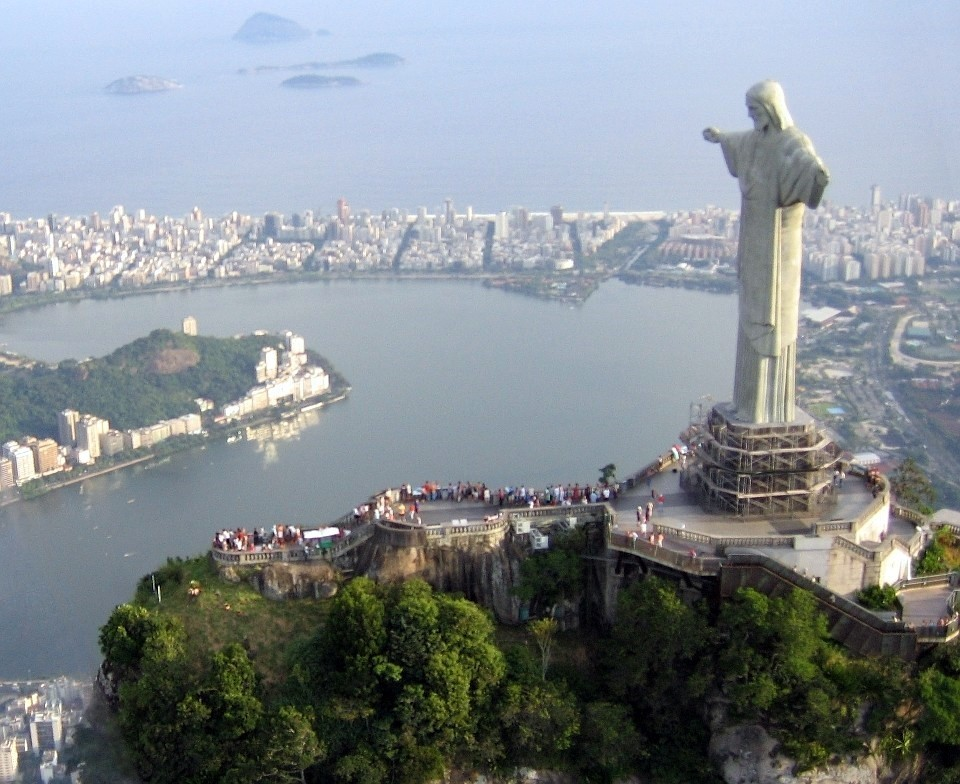
تمثال المسيح الفادي يطل على مدينة ريو دي جانيرو، رمز المسيحية في أمريكا الجنوبية.

المسيحية هي الديانة السائدة والمهيمنة في أمريكا الجنوبية، الغالبية العظمى (93%) من سكان أمريكا الجنوبية من المسيحيين، معظمهم من أتباع الكنيسة الرومانية الكاثوليكية، وحوالي 70% من سكان أمريكا الجنوبية يعرّفون أنفسهم ككاثوليك. وأفادت دراسة عام 2012 أجراها مركز بيو الاميركي للأبحاث حول الديانات إلى أنّ عدد المسيحيين في اميركا اللاتينية وجزر الكاريبي يصل إلى 531,280,000.
كونها منطقة تستخدم فيها في المقام الأول اللغات الرومانسية (أي، التي اشتقت من اللغة اللاتينية)- خصوصًا الأسبانية والبرتغالية، والفرنسية بنسب مختلفة فتسمى أيضًا بأمريكا اللاتينية. أمريكا اللاتينية يطلق عليها القارة الكاثوليكية كونها مشعبه بثقافة وحضارة مسيحية كاثوليكية. وتضم أمريكا اللاتينية أكبر تجمع كاثوليكي في العالم، وكثيرًا ما يطلق عليها بالقارة الكاثوليكية، كون غالبية السكان من الكاثوليك، كذلك فان 40% من كاثوليك العالم يعيشون في أمريكا اللاتينية. تمارس الكنيسة الرومانية الكاثوليكية تأثيرًا كبيرًا على حياة الناس اليومية في بعض أقطار أمريكا اللاتينية.
في الآونة الاخيرة ازدادت أعداد ونمو البروتستانتية خاصًة الكنائس الانجيلية والخمسينية في أمريكا الجنوبية ووفقًا لدراسة نشترها معهد بيو سنة 2014 وصلت نسبة البروتستانت في أمريكا اللاتينية إلى حوالي 19%، الجدير بالذكر أن في البرازيل وحدها يصل أعداد البروتستانت إلى 40 مليون. ويعتبر أعضاء الكنائس البروتستانتية خاصًة الخمسينية والإنجيلية المجموعات الأكثر نموًا وانتشارًا في أمريكا اللاتينية الآن. أعلى نسب للبروتستانت في أمريكا اللاتينية تتواجد في هندوراس (41%)، وغواتيمالا (41%)، ونيكاراغوا (40%) والسلفادور (36%). وتُحظى البروتستانتية الإنجيلية والخمسينيّة في معدلات حضور مرتفعة من ناحية الانتظام للطقوس الدينية مقارنًة بباقي الجماعات الدينية فضلًا عن وجود أغلبية من الملتزمين دينيًا. كما يميل الشباب البروتستانتي في أمريكا الجنوبية أن يكون أكثر تدينًّا والتزاما ونشاطًا من الناحية الدينيّة مقارنًة بباقي الشباب من الطوائف الدينيَّة الأخرى.

## اللغة

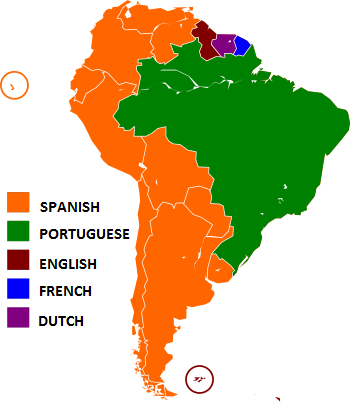
التوزع الجغرافي للغات الرئيسية في أمريكا الجنوبية:
لغة إسبانية
لغة برتغالية
لغة إنجليزية
لغة فرنسية
لغة هولندية

اللغة الأسبانية (193,243,411 ناطق) والبرتغالية (193,197,164 ناطق)  هما اللغات الأكثر استعمالا في أمريكا الجنوبية. فالإسبانية لغة رسمية في معظم البلدان، جنبا إلى اللغات المحلية في بعض الدول. والبرتغالية لغة رسمية في البرازيل. والهولندية رسمية في سورينام؛ واللغة الإنجليزية رسمية في غيانا، إضافة إلى أنه هناك على الأقل اثني عشر لغة تستعمل ويتحدث بها كالهندية والعربية. وتستعمل الإنجليزية أيضا في جزر فوكلاند، بينما الفرنسية هي اللغة الرسمية في غويانا الفرنسية واللغة الثانية في أمابا (البرازيل).
لغات السكان الأصليين في أمريكا الجنوبية تشمل الكيتشوا في الإكوادور وبيرو وتشيلي والأرجنتين وبوليفيا؛ والغواراني في باراغواي وبشكل أقل في بوليفيا؛ والأيمارا في بوليفيا والبيرو وبشكل أقل في شيلي، ولغة المابودونغون تتحدث في بعض جيوب جنوب شيلي ونادرا في الأرجنتين. وتم الاعتراف بثلاث لغات (الكيتشوا والأيمارا والغواراني)، جنبا مع اللغة الإسبانية، كلغات رسمية.
كما توجد لغات أخرى في أمريكا الجنوبية كالهندية والجاوية في سورينام؛ والإيطالية في الأرجنتين والبرازيل وكولومبيا وأوروغواي وفنزويلا وبيرو وتشيلي، والألمانية في جيوب معينة من الأرجنتين والبرازيل وكولومبيا وتشيلي وفنزويلا وبيرو وباراغواي، وتستعمل الألمانية أيضا في العديد من مناطق الولايات الجنوبية بالبرازيل، كما أن الويلزية لا تزال تستخدم في مدن تريليو وروسون التاريخية في باتاغونيا بالأرجنتين. هناك أيضا مجموعات صغيرة من الناطقين باليابانية في البرازيل وكولومبيا وبيرو. ويتكلم اللغة العربية الكثير من السكان ذو الأصول اللبنانية والسورية والفلسطينية، كما يمكن العثور المجتمعات العربية في كولومبيا والبرازيل وفنزويلا وبيرو وتشيلي والأرجنتين، وبنسبة أقل في باراغواي.

## أسلوب الحياة

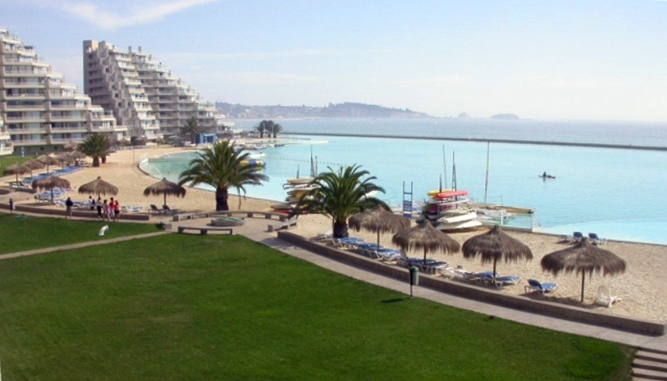
سان الفونسو ديل مار هو فندق فاخر يقع في الغاروبو (شيلي) ويحتوي على أكبر مسبح على الهواء الطلق في العالم

المشهد والثقافة الكاثوليكية متجذّرة ومتداخلة في أمريكا الجنوبية يظهر ذلك في الفنون واللغة والحياة السياسية والقانون والموسيقى والحياة الاجتماعية وحياة الأسرة حيث كانت العائلة ومازالت دائمًا ذات أهمية فائقة في ثقافة وتقاليد أمريكا اللاتينية.
كما أن الاحتفالات المسيحية الشعبية متجذرة منذ قرون حيث تُقام سنويًا في معظم المدن والبلدات والقرى الأمريكية اللاتينية الاحتفالات بالقديسين الشفعاء وتنتشر في الثقافة اللاتينية الكرنفالات وهي احتفالات كبرى تسبق الصوم الكبير، والمهرجانات الدينية الخاصة في عيد الميلاد وعيد الفصح ومسيرات الجمعة الحزينة.
ومن التقاليد المسيحية اللاتينيّة هي الاحتفال في يوم الاسم (بالإسبانيّة: onomásticos) و(بالبرتغاليّة: onomástico) وهو تقليد منتشر في كثير من البلدان في أمريكا الوسطى وأمريكا الجنوبية بحيث يٌحتفل في يوم من أيام السنة المرتبطة باللاسم الشخصي للفرد. العادة نشأت مع تقويم القديسين للكنيسة الرومانية الكاثوليكية، حيث يحمل المؤمنين، اسم قديس معين، وبطبيعة الحال سيحتفل في يوم عيد هذا القديس. في كثير من البلدان، ما يزال يبقى الاحتفال بيوم الاسم شعبيًا خاصًة في المناطق التي تسودها الكاثوليكية.

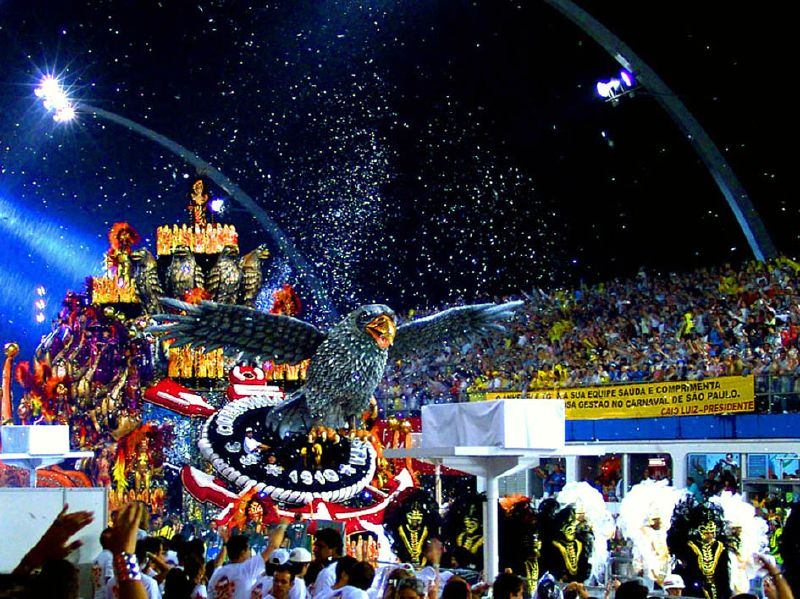
كرنفال ريو دي جانيرو في.

وفي الوقت الراهن، أصبح تقليد الاحتفال بيوم الاسم (بالإسبانيّة: onomásticos) و(بالبرتغاليّة: onomástico) أكثر علمانية، في العائلات التقليدية يتم الاحتفال به عمومًا بجو احتفالي ويتم تبادل الهدايا كما كان في الماضي. ويتم حضور القداس، ويتبعه احتفال عائلي حميم.
تضع الثقافة اللاتينيَّة الكاثوليكية قيمة عالية للأسرة، وتحبذ الثقافة الكاثوليكية اللاتينية على إنجاب الأطفال باعتبارهم من أهم القيم في الحياة الأسرية. غالبَا ما تميل الأسر المسيحيَّة اللاتينية إلى أن تكون متماسكة ولديها علاقات متينة مع الأسرة الموسعة والتي تشمل الأقرباء، تٌرّكز الثقافة المسيحية اللاتينية على دور الأجداد في تنشئة الأطفال.
تلعب الأسرة الممتدة دورًا هامًا للعديد من العائلات المسيحية اللاتينية، وتعتبر لبّ وقلب التجمعات العائليّة الطقوس الدينية التي تُقام في الكنيسة الرومانية الكاثوليكية على وجه الخصوص. مثل التعميد، وأعياد الميلاد، أول قربانة، التثبيت، وحفلات الزفاف. ويلعب العرّاب دورًا هامًا في هذه الطقوس.

## المطبخ

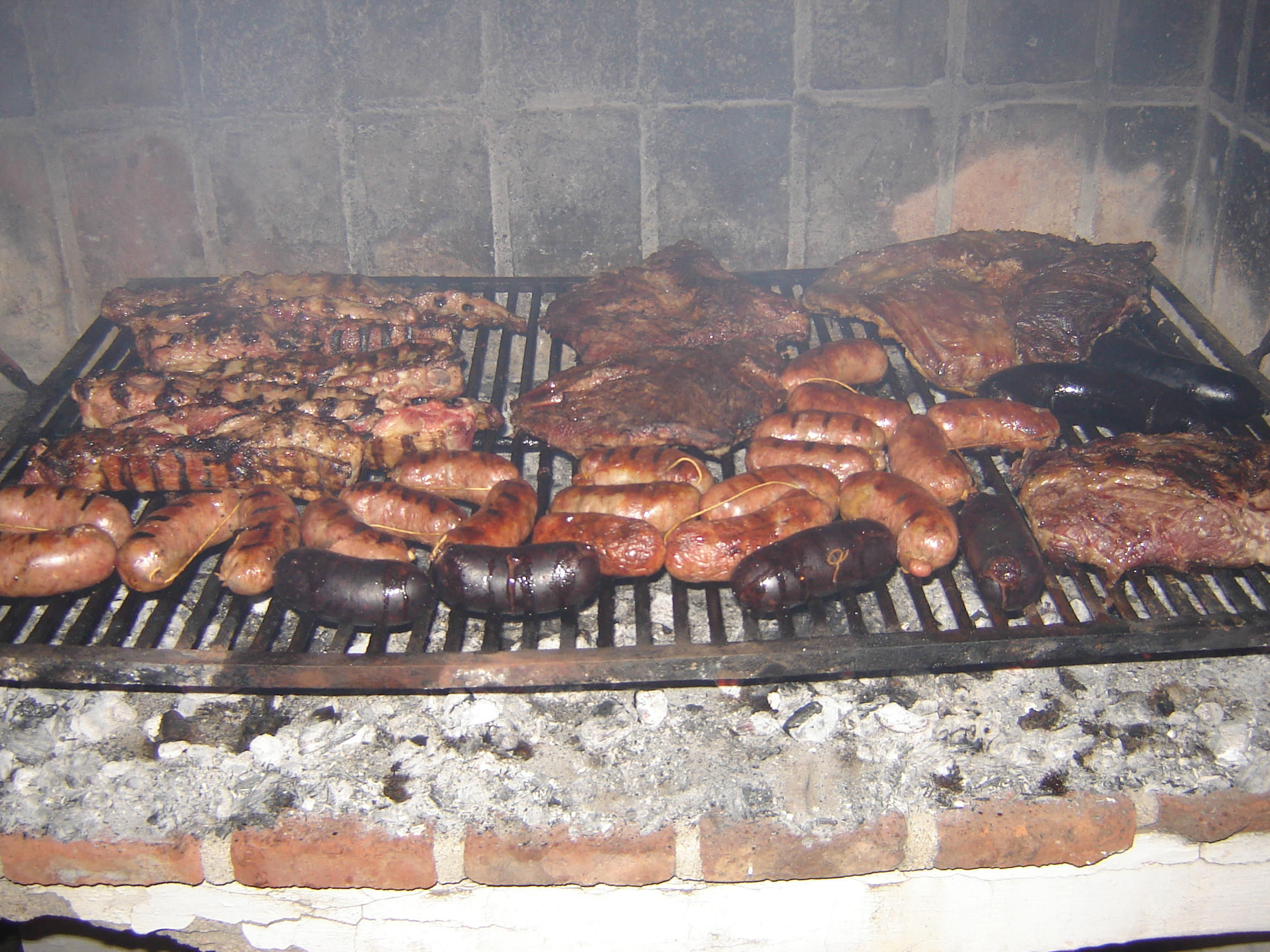
أسادو من المطبخ الأرجنتيني التقليدي (مشوي).

بسبب المزيج العرقي الواسع، يتسم المطبخ الجنوب أمريكي بتنوع كبير، أثر فيه فن الأكل الخاص بالشعوب الأصلية، والطبخ الأفريقي والهندي والآسيوي، والتأثيرات الأوروبية. تتميز باهيا بالبرازيل بتأثرها بمطبخ غرب أفريقيا. كما يشتهر الأرجنتينيين والتشيليين والأوروغوايانيون وفنزويليون والبرازيليون باستهلاك النبيذ بانتظام. وفي الأرجنتين وباراغواي وأوروغواي وشعوب جنوب شيلي والبرازيل ينتشر مشروب المتة، وفي الباراغواي يستهلك التيريري، الذي يختلف عن زميله المتة، باستهلاكه بارداً. وفي بيرو وتشيلي يشرب بيسكو، وهو من الخمور المقطرة من العنب. ويمزج المطبخ البيروفي عناصر غدائية أفريقية وصينية ويابانية وأسبانية ومن الأنديز والأمازون.

## الموسيقى
تتمتع أمريكا الجنوبية بمجموعة متنوعة وغنية من الموسيقى، ففي كولومبيا تشتهر موسيقى الفايناتو والكومبيا، وفي البرازيل السامبا والبوسا نوفا، بينما يغلب طابع التانغو في الأرجنتين وأوروغواي. كما ظهرت موسيقى نويفا كانسيون الشعبية والتي تأسست في الأرجنتين وشيلي، وسرعان ما امتدت إلى بقية بلدان أمريكا اللاتينية. وعلى ساحل بيرو برزت موسيقى الغيتار والكاخون الثنائية والثلاثية، وبين معظم السكان المستيزو انتشرت إيقاعات المارينيرا (أصلها من ليما)، والتونديرو (أصلها من بيورا)، وخلال القرن 19 ظهر الفالز البيروفي. وفي أوائل القرن العشرين برزت موسيقى الغوارانيا وفي أواخر القرن العشرين فرض الروك الإسباني نفسه في الساحة، متأثراً بالبوب البريطاني والروك الاميركي وفي السبعينات ظهر ما يسمى الريجيتون في بنما مشتق من الريجي الجامايكي اشتهر عالميا ومن أهم رواده كدادي يانكي. وباللغة البرتغالية ظهرت في البرازيل صناعة البوب روك ومجموعة كبيرة ومتنوعة من الأنواع الموسيقية الأخرى.

## وصلات خارجية
- Sounds and Colours